# Igny-Comblizy
Igny-Comblizy település Franciaországban, Marne megyében. Lakosainak száma 436 fő (2022. január 1.). Igny-Comblizy Le Baizil, Le Breuil, Dormans, Festigny, Mareuil-en-Brie, Nesle-le-Repons, Suizy-le-Franc, Troissy, La Ville-sous-Orbais, Orbais-l’Abbaye és Vallées en Champagne községekkel határos.

## Népesség
A település népességének változása:
| Lakosok száma | 371  | 314  | 376  | 425  | 399  | 393  | 412  | 428  | 433  | 436  |
|               | 1968 | 1982 | 1990 | 2006 | 2013 | 2015 | 2017 | 2019 | 2020 | 2022 |